# Ion Țiriac
Ion Țiriac (Brașov, 9 maggio 1939) è un ex tennista, ex hockeista su ghiaccio e imprenditore rumeno.
Come uomo d'affari a capo della Țiriac Holdings, è stato il primo rumeno a entrare nella lista dei miliardari stilata da Forbes nel 2007: la sua fortuna è calcolata nel 2025 in 2,1 miliardi di dollari

## Biografia

### Carriera sportiva
La prima apparizione di Țiriac sulla scena sportiva internazionale non fu come tennista, bensì come giocatore di hockey su ghiaccio con la nazionale romena alle Olimpiadi invernali del 1964; subito dopo questa esperienza Țiriac si dedica però al tennis, che diventerà il suo sport definitivamente. Con il connazionale e amico Ilie Năstase vinse il doppio maschile degli Open di Francia del 1970 e fu diverse volte finalista di Coppa Davis negli anni settanta.
Nel 1983 diventa manager tennistico e in particolare segue Boris Becker dal 1984 al 1993. Nel 1998 diviene presidente del Comitato Olimpico Nazionale Romeno. Țiriac ha infine avuto la licenza del torneo BCR Open Romania sino al 1996. Nel decimo torneo del settembre 2005, il montepremi era di 302 000 €: il vincitore, Florent Serra, si è aggiudicato 44 100 euro.
Il sito dell'Associazione degli imprenditori di Romania, di cui è membro fondatore, lo presenta come divorziato con due figli, ma in realtà la situazione è più complessa: in un'intervista rilasciata al quotidiano Jurnalul Național, Țiriac ha annunciato di avere ben 33 figli: 3 legittimi e 30 illegittimi. L'imprenditore ha assicurato che tutti i suoi figli riceveranno parti uguali della sua fortuna, stimata fra i 2,2 e i 2,4 miliardi di euro.
Nel 2013 viene introdotto nell'International Tennis Hall of Fame.

### Carriera imprenditoriale
Dopo il ritiro dal tennis professionistico, Ion Țiriac diventa un uomo d'affari in Germania.
In seguito alla caduta del comunismo in Romania, Țiriac inizia diversi affari e investimenti in madrepatria: in particolare, nel 1990, fonda la Banca Țiriac, prima banca privata dell'epoca post-comunista in Romania. Le altre attività che lo vedono impegnato vanno dalle assicurazioni, al leasing e concessionarie auto, sino alle linee aeree, attività che gli hanno valso una fortuna stimata in due miliardi di dollari nel 2024.

### Collezionista
Possiede una collezione di auto e moto di oltre 400 modelli, tra cui auto in passato di proprietà di Al Capone, Sammy Davis Jr. ed Elton John.

## Statistiche

### Doppio

#### Vittorie (22)

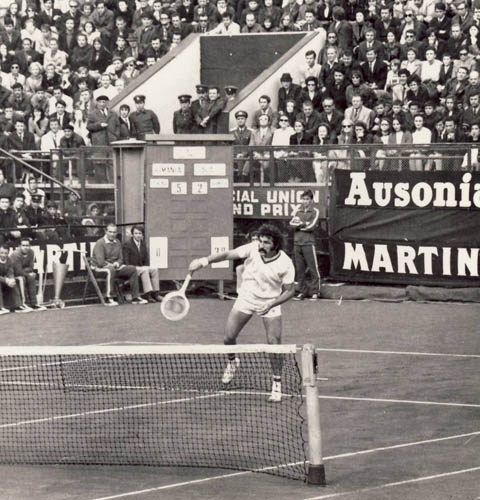
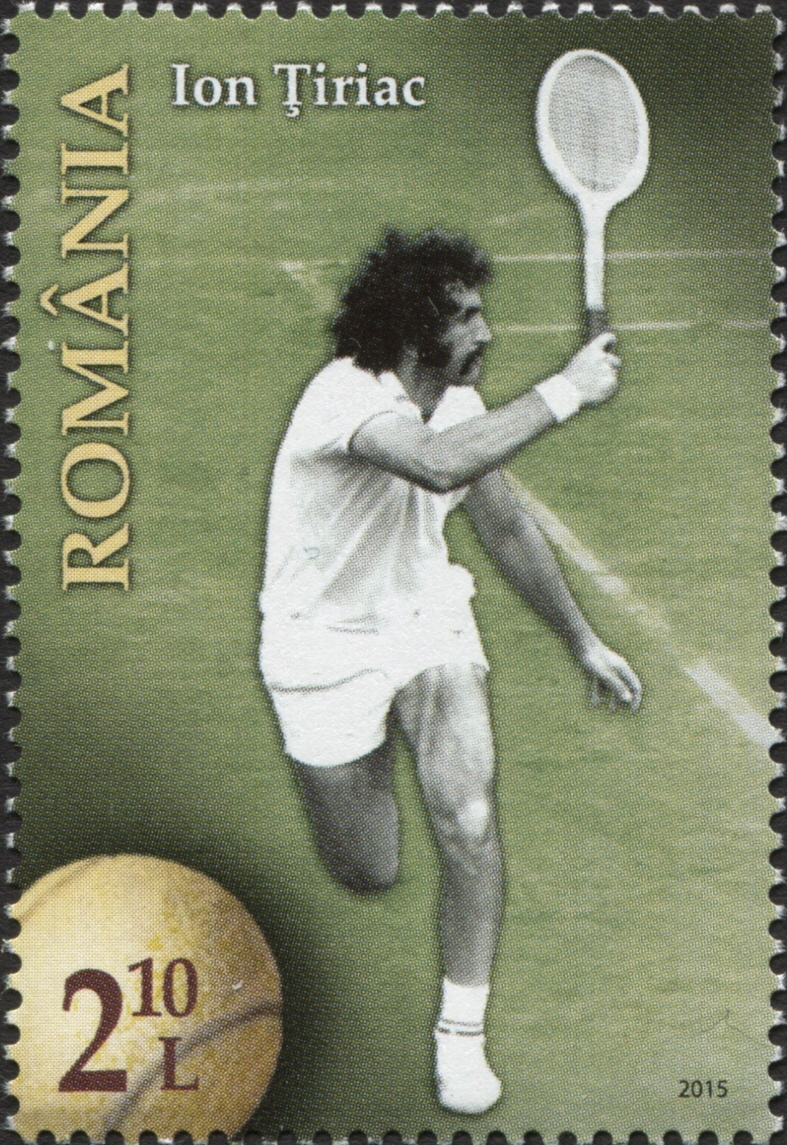
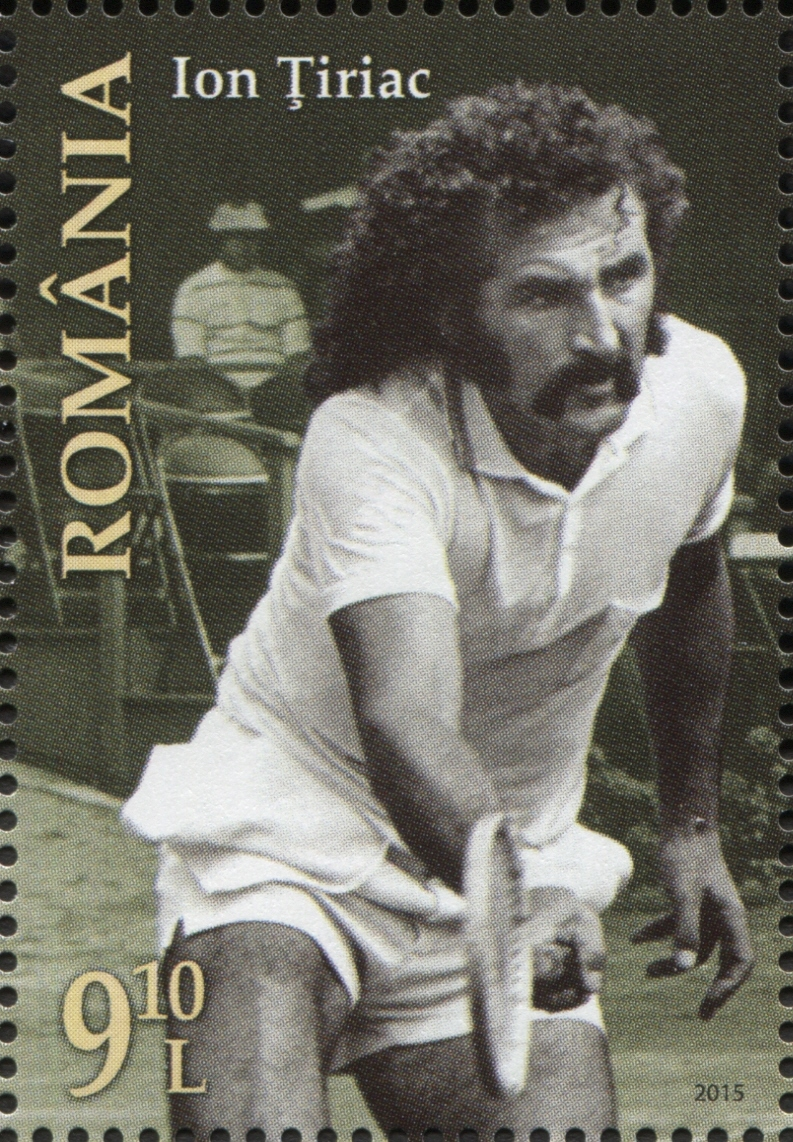

| Numero | Data          | Torneo                  | Superficie  | Compagno     | Avversari in finale          | Punteggio     |
| 1.     | 7 giugno 1970 | Open di Francia, Parigi | Terra rossa | Ilie Năstase | Arthur Ashe Charles Pasarell | 6–2, 6–4, 6–3 |

## Opere
- (RO) Ion Țiriac, Ilie Năstase, Ar fi fost prea frumos..., Editura Stadion, 1972, OCLC 8-9542006-5.
- (RO) Ion Țiriac, Victorie cu orice preț, Editura Stadion, 1974, OCLC 8-9-542001-7.